# Бридж, Уэйн
Уэ́йн Майкл Бридж (англ. Wayne Michael Bridge; род. 5 августа 1980 года) — английский футболист, защитник.

## Карьера
Бридж — воспитанник футбольной академии «Саутгемптона», играл за взрослую команду «святых» 6 лет, прежде чем перебрался в «Челси» в обмен на £ 7 млн (плюс Грэм Ле Со). По итогам сезона 2003/04 был включён в символическую сборную Английской Премьер-Лиги. В апреле 2004 года гол редко забивавшего Бриджа принёс «Челси» победу над «Арсеналом» в 1/4 финала Лиги чемпионов.
Поскольку отношения с главным тренером клуба Жозе Моуринью складывались не всегда гладко и игрок проигрывал конкуренцию за место в основном составе Асьеру Дель Орно, вторую половину сезона 2005/06 Уэйн провёл в аренде в «Фулхэме». По возвращении в Лондон и с приходом Эшли Коула в сезоне 2006/07 ситуация с игровой практикой для Уэйна снова осложнилась. Однако в сезоне 2007/08 Уэйн практически заработал себе статус основного левого фулл-бэка в «Челси», тем самым усадив Эшли Коула на скамейку. Это произошло потому, что Бридж был более атлетичен и неуступчив в единоборствах, а также обладал бо́льшим разнообразием в атаках. Но в сборной Англии роль левого защитника по-прежнему доверяли Эшли Коулу.
Зимой 2009 года перешёл в «Манчестер Сити» за £ 10 млн и постоянно играл в основе, пока не случилась пикантная история с его женой и бывшим партнером по «Челси» - Джоном Терри (из-за чего ему даже пришлось отказался играть за сборную Англии). Плюс ко всему, летом 2010 года в команду пришли новые игроки, также умевшие играть слева в обороне - Александр Коларов и Гаэль Клиши. Проиграв им конкуренцию за место в составе «горожан» 12 января 2011 года перешёл в «Вест Хэм Юнайтед» на правах аренды до конца сезона 2010/11. 15 января 2011 года дебютировал за «Вест Хэм» в домашнем матче против «Арсенала». На следующий сезон клуб из восточной части Лондона отказался ещё раз арендовать игрока, а главный тренер «горожан» Роберто Манчини заявил, что игрок не входит в его планы, и предположил, что лучше всего для Уэйна будет уйти в аренду в клуб чемпионшипа. Однако игрок выбрал вариант с арендой в клуб «Сандерленд», в составе которого он принял участие всего в восьми матчах английской премьер-лиги. На следующий год игрок прислушался к мнению итальянского тренера «Манчестер Сити» и перешёл, снова на правах аренды, уже в «Брайтон энд Хоув Альбион», выступавший во втором по силе английском дивизионе. За этот клуб он сыграл 39 матчей и забил три мяча.
Летом 2013 года у футболиста закончился контракт с «Манчестер Сити» и он бесплатно перешёл в «Рединг», подписав контракт на один сезон. 6 мая 2014 года Уэйн Бридж объявил о завершении футбольной карьеры. Защитник «Рединга» принял решение повесить бутсы на гвоздь из-за хронической травмы колена.

## Семья
Был в близких отношениях со своей подругой Ванессой Перронсель. Она стала известной после скандала из-за половой связи с футболистом Джоном Терри — партнером Бриджа по «Челси» и сборной Англии. После этого скандала Бридж отказался пожимать руку Терри, когда встретился против старого «друга», выступая за «Манчестер Сити», а затем отказался от выступлений за сборную Англии, пока там играет Терри. С Ванессой у Уэйна родился сын Джейдон Жан Клод Бридж (р. 21.11.2006). С декабря 2010 года Уэйн состоит в фактическом браке с певицей Фрэнки Бридж из группы The Saturdays, с которой он помолвлен с апреля 2013 года. У пары есть сын — Паркер Бридж (род.18.10.2013). 19 июля 2014 года Бридж и Сэндфорд поженились. В январе 2015 года стало известно, что они ожидают своего второго совместного ребенка — мальчика. 15 августа у пары родился сын Картер Рэй Бридж.

## Достижения

### Командные
«Саутгемптон»
- Финалист Кубка Англии: 2003

«Челси»
- Чемпион Премьер-лиги: 2004/05
- Обладатель Кубка Англии: 2007
- Обладатель Кубка Футбольной лиги: 2007

### Личные
- В составе команды года по версии ПФА: 2001/02